# Lyneham (Wiltshire)
Lyneham – wieś w Anglii, w hrabstwie Wiltshire. Leży 51 km na północ od miasta Salisbury i 128 km na zachód od Londynu. W 2001 miejscowość liczyła 5319 mieszkańców.